# Bonner Vereinbarung

Geographische Verteilung der größten ethnischen Gruppen in Afghanistan, 2014

Die Bonner Vereinbarung (Bonn Agreement, auch: Petersberg-Abkommen, Langtitel: Vereinbarung über provisorische Regelungen in Afghanistan bis zum Wiederaufbau dauerhafter Regierungsinstitutionen, engl. Agreement on Provisional Arrangements in Afghanistan pending the Re-Establishment of permanent Government Institutions) war eine Absichtserklärung, mit der die erste Afghanistan-Konferenz am 5. Dezember 2001 auf dem Petersberg bei Bonn abgeschlossen wurde. Sie diente dem Aufbau einer neuen staatlichen Struktur (Transition) in Afghanistan unter Leitung der Vereinten Nationen, um die unterschiedlichen Stammesinteressen im Innern zu befrieden.
Mit dem Abkommen wurde der sogenannte Petersberg-Prozess eingeleitet, der seit der Parlamentswahl in Afghanistan 2005 als abgeschlossen gilt.

## Übereinkommen
Konferenzteilnehmer waren Vertreter der größten ethnischen Gruppen in Afghanistan (Paschtunen Tadschiken, Hazara und Usbeken). Sie einigten sich in Anwesenheit des damaligen Sonderbeauftragten des Generalsekretärs für Afghanistan Lakhdar Brahimi auf eine Interimsregierung mit dem offiziellen Übergang der Macht am 22. Dezember 2001. Von dieser ging mit sofortiger Wirkung alle afghanische Hoheitsgewalt aus. Der Interimsregierung oblag die Führung der Staatsgeschäfte, außerdem war sie berechtigt, im Interesse des Friedens, der Ordnung und des öffentlichen Wohles Afghanistans Verordnungen zu erlassen. Den Vorsitz sollte der frühere König von Afghanistan Mohammed Zahir übernehmen, was dieser jedoch ablehnte.
Eine außerordentliche Stammesversammlung (Loja Dschirga) sollte bis zur Abhaltung von freien Wahlen eine weitere Übergangsverwaltung unter dem Vorsitz Hamid Karzais sowie eine verfassunggebende Loja Dschirga einsetzen. Die Verfassung von 1964 galt vorläufig fort. Das innerstaatliche Justizsystem sollte im Einklang mit islamischen Grundsätzen, internationalen Normen, rechtsstaatlichen Verfahren und afghanischen Rechtstraditionen wiederaufgebaut werden.
Mit Unterstützung der Vereinten Nationen sollte eine unabhängige Menschenrechtskommission die Menschenrechtslage überwachen, Menschenrechtsverletzungen untersuchen und innerstaatliche Menschenrechtsinstitutionen aufbauen.
Alle Mudschaheddin, afghanischen Streitkräfte und bewaffneten Gruppierungen wurden der Befehlsgewalt der Interimsverwaltung unterstellt und nach den Bedürfnissen der neuen afghanischen Sicherheits- und bewaffneten Streitkräfte umorganisiert.
Der Sonderbeauftragte der Vereinten Nationen sollte die Durchführung des Übereinkommens überwachen und unterstützen.
Mit Resolution 1383 (2001) vom 6. Dezember 2001 begrüßte der Sicherheitsrat der Vereinten Nationen das Abkommen und erklärte seine Bereitschaft, weitere Maßnahmen zu ergreifen, um die mit dem Übereinkommen geschaffenen Übergangsinstitutionen zu unterstützen.

## Anlage I (UN-Sicherheitsmandate)
Die Unterzeichner des Übereinkommens ersuchten in der Anlage I Internationale Sicherheitstruppe den Sicherheitsrat um Entsendung einer Truppe im Rahmen eines Mandats der Vereinten Nationen, die dazu beitragen sollte, die Sicherheit in Kabul, dem Sitz der Interimsregierung, und den umgebenden Gebieten, gegebenenfalls auch in anderen Städten und weiteren Gebieten, zu gewährleisten. Dieses Mandat wurde mit der Resolution 1386 (2001) erteilt. Für einen Zeitraum von zunächst sechs Monaten wurde die Einrichtung einer Internationalen Sicherheitsbeistandstruppe (International Security Assistance Force ISAF) genehmigt, um die Afghanische Interimsverwaltung bei der Aufrechterhaltung der Sicherheit in Kabul und seiner Umgebung zu unterstützen, damit die Afghanische Interimsverwaltung wie auch das Personal der Vereinten Nationen in einem sicheren Umfeld tätig sein können.  Die an der Truppe teilnehmenden Mitgliedstaaten wurden ermächtigt, alle zur Erfüllung ihres Mandats notwendigen Maßnahmen zu ergreifen.
Mit Beschluss vom 21. Dezember 2001 stimmte der Deutsche Bundestag der Beteiligung bewaffneter deutscher Streitkräfte an der Internationalen Sicherheitsunterstützungstruppe in Afghanistan zu. Der NATO-geführte Einsatz Resolute Support Mission (RSM) wurde erstmals am 18. Dezember 2014 vom Deutschen Bundestag gebilligt und knüpfte nahtlos an den Einsatz der International Security Assistance Force (ISAF) an, der am 31. Dezember 2014 nach 13 Jahren geendet hatte. Die Bundeswehr unterstützt außerdem die Unterstützungsmission der Vereinten Nationen in Afghanistan (UNAMA), deren Grundlage ebenfalls die Bonner Vereinbarung ist, personell mit einem Militärbeobachter in Kabul.
Davon zu unterscheiden ist die (zeitgleiche) deutsche Beteiligung am Krieg in Afghanistan im Rahmen der Operation Enduring Freedom (OEF) aufgrund Art. 51 der UN-Charta, Art. 5 des NATO-Vertrags, die vom Deutschen Bundestag am 16. November 2001 beschlossen worden war. Dieser Einsatz diente der Unterstützung der gemeinsamen Reaktion auf terroristische Angriffe gegen die USA am 11. September 2001, die zur Feststellung des Bündnisfalls geführt hatten.

## „Modell Afghanistan“ (Anlagen II und III)
Anders als die Mission der Vereinten Nationen in Osttimor und die United Nations Interim Administration Mission in Kosovo zeichnet sich das „Modell Afghanistan“ vor dem Hintergrund des sogenannten Brahimi-Reports von August 2000 durch konzeptionelle Restriktionen aus. Das „Modell Afghanistan“ besteht aus folgenden Elementen:
- dem Grundprinzip der „afghanischen Eigenverantwortung“, einer lediglich indirekten UN-Beratung,
- dem Ansatz der „light footprints“, einer entsprechend geringen Präsenz von UN-Personal,
- der Schaffung nationaler Legitimität, mithin der schrittweisen Umwandlung der UN-bevollmächtigten Übergangsverwaltung in eine afghanische Regierung und
- einer „exit strategy“, die vorsieht, dass nach Abhaltung von Nationalwahlen formal die Rolle der UN beendet und ihnen Spielraum für ein neu auszuhandelndes Engagement eröffnet wird.